# Шихсаидов, Амри Рзаевич
Амри́ Рза́евич Шихсаи́дов (лезг. Рзадин хва Амри Шихсаидов; 20 марта 1928, Дербент, ДАССР, РСФСР, СССР — 21 сентября 2019) — советский и российский востоковед, историк, исламовед. Основные направления научно-исследовательской работы — история и культура средневекового Дагестана, исламская культура, арабская рукописная книга и т. д. Профессор.

## Биография
Родился 20 марта 1928 года в Дербенте. Потомок идейного руководителя Северо-Кавказского имамата Мухаммеда Ярагского и известного учёного Гасана-Эфенди Алкадарского. Его отец Рза Шихсаидов был первым наркомом здравоохранения Дагестана.
В 1945 году окончил среднюю школу селения Касумкент. В 1951 году поступил на Восточный факультет Ленинградского государственного университета. Учился у таких известных востоковедов как академики В. М. Алексеев, В. М. Жирмунский, И. Ю. Крачковский, И. А. Орбели, В. В. Струве; профессора В. И. Беляев, А. А. Фрейман, А. Ю. Якубовский и др. Учился заочно в аспирантуре Института ИЯЛ. С 1951 по 1954 годы работал учителем истории СШ № 5 города Махачкалы. С 1954 года работал в Институте истории, археологии и этнографии ДНЦ РАН. С 1999 года — главный научный сотрудник Института. С 1973 по 1999 годы возглавлял Отдел восточных рукописей ИАЭ ДНЦ РАН. До создания в Дагестанском государственном университете факультета востоковедения, преподавал на историческом факультете.
В 1963 году защитил кандидатскую диссертацию «Ислам в средневековом Дагестане». В 1976 году защитил докторскую диссертацию «Дагестан в X—XIV вв. Опыт социально-экономической характеристики».
Участвовал и возглавлял археографические экспедиции в районы Дагестана. Цели экспедиции — выявление, учёт и каталогизации рукописных коллекций и эпиграфических памятников на арабском и дагестанских языках. Полевые исследования Шихсаидова позволили выявить около 300 собраний рукописей, насчитывающих более 5000 рукописных книг XII—XX веков. Им открыты десятки книжных коллекций, сотни памятников арабской эпиграфики, а также документов по истории и культуре Средневекового Дагестана.
Член Российской ассоциации востоковедов и Европейского союза арабистов и исламоведов (Брюссель). Член диссертационного и учёного советов ИИАЭ и диссертационного совета ДГУ. Член редколлегии издающегося в Лондоне журнала «Центрально-Азиатское обозрение» (англ. Central Asian Survey).
Участник международных конференций и симпозиумов в городах России, ближнего зарубежья, а также в Аммане, Будапеште, Лондоне, Монреале, Париже, Тель-Авиве, Стокгольме.

## Награды и премии

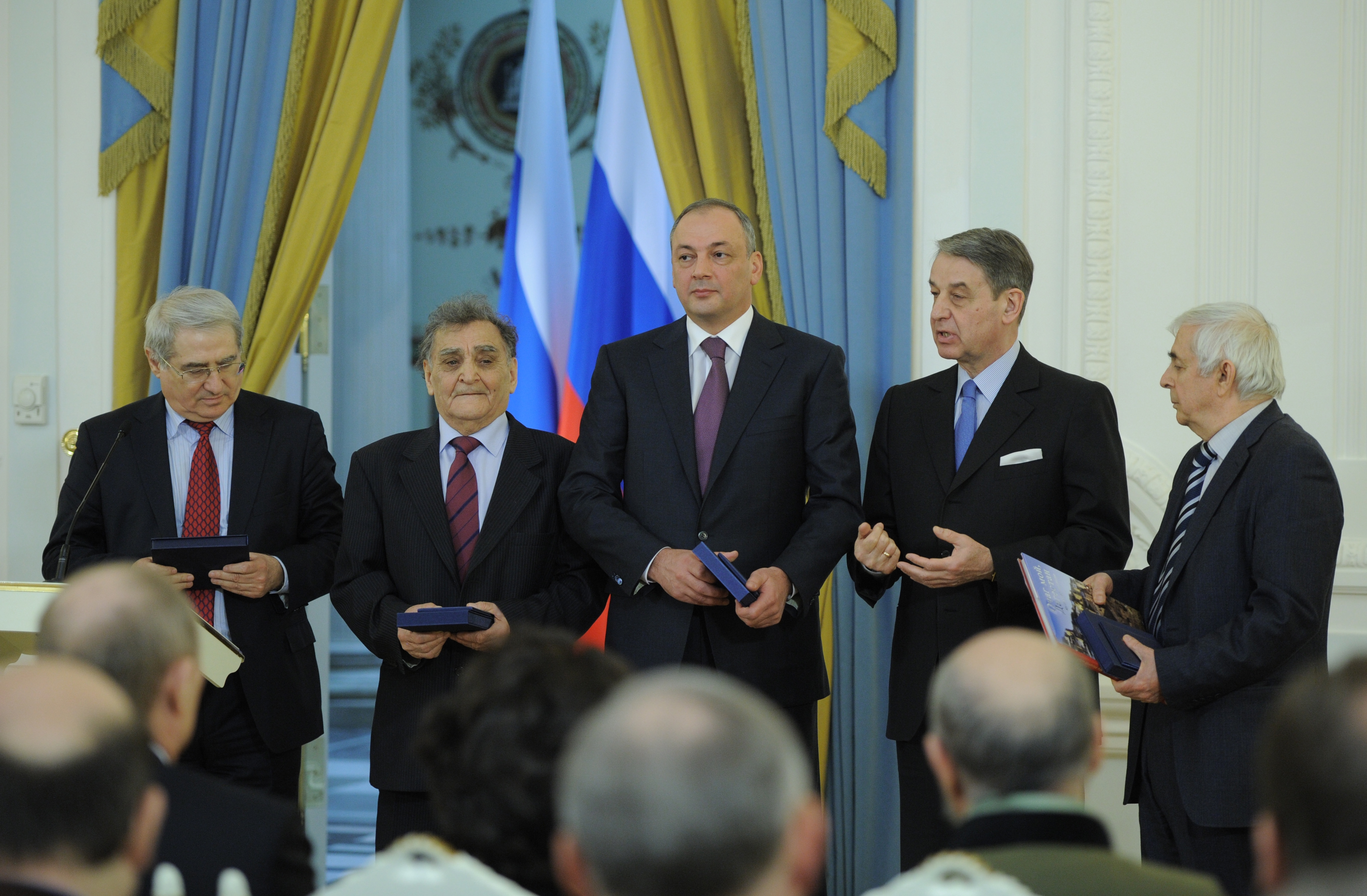
А. Р. Шихсаидов среди лауреатов премии Правительства РФ в области культуры (3 марта 2012)

- Заслуженный деятель науки Российской Федерации (1993),
- Лауреат премии Правительства Российской Федерации в области образования (1998)[3] и в области культуры (2012),
- Орден Дружбы (Указ от 6 октября 1998 г.),
- «Заслуженный деятель науки Республики Дагестан»,
- Медаль «За доблестный труд в Великой Отечественной войне 1941—1945 гг.»,
- Юбилейная медаль «50 лет Победы в Великой Отечественной войне 1941—1945 гг.»,
- Медаль «В ознаменование 100-летия со дня рождения Владимира Ильича Ленина»,
- Орден «За заслуги перед Республикой Дагестан» (Указ от 23 марта 2015 года, № 54, Махачкала)